# Жигайло, Виктор Васильевич
Виктор Васильевич Жигайло (24.02.1929 — 28.05.1994) — советский военачальник, генерал-лейтенант (1985), начальник Калининградского высшего инженерного ордена Ленина Краснознамённое училища инженерных войск имени А. А. Жданова, кандидат военных наук.

## Биография
Родился в 1929 году в селе Козин Мироновского района Киевской области УССР.
В 1947 году поступил в Московское Краснознаменное ВИУ в Калининграде, в котором проучился до 1950 года. После этого служба на различных командных должностях: командир саперного взвода, помощник дивизионного инженера, командир роты.
С 1957 по 1962 год учился в Военно-инженерной академии им. Куйбышева. После учёбы вновь служит на командных должностях: командир батальона, заместитель командира и командир 103-й Военной школы младших специалистов инженерных войск (г. Тапа Эстонской ССР).
C 1972 по 1987 год — начальник Калининградского ВВИКОЛКУ им. А. А. Жданова, с 23.5.1973 переименованного в Калининградское высшее ИУ ИВ им. А. А. Жданова.
В период руководства училищем защитил диссертацию на соискание учёной степени кандидата военных наук. Научный руководитель — кандидат технических наук Волынский В. Ф.
Написал два исторических очерка по истории училища: «Старейшее инженерное». — Калининград: «Калининградская правда», 1978; и «Школа военных инженеров». — М.: Воениздат, 1980.
В 1987 году уволен с воинской службы запас. Увольнению предшестовал скандал (освещеный в газете «Правда») и исключение из рядов КПСС. В последующем Виктор Васильевич смог доказать свою невиновность, был восстановлен в КПСС и получил право ношения формы и определённого уровня пенсии.
Умер 28 мая 1994 года. Похоронен г. Калининград Старом городском кладбище.

## Награды
- Орден Трудового Красного Знамени, (1978)
- Орден Красной Звезды, (1971).
- Медаль «За боевое содружество» I степени — золото (Венгрия)[5]
- Медаль «60 лет Вооруженным силам МНР»[6]

## Воинские звания
- Генерал — майор инженерных войск (8.05.1974)
- Генерал-лейтенант инженерных войск (1977).
- Генерал — майор (26.04.1984)
- Генерал — лейтенант (29.04.1985)